# Červený Újezdec (zámek)
Červený Újezdec je zámek ve stejnojmenné vesnici u Vlastce v okrese Písek v Jihočeském kraji. Založili jej páni ze Švamberka v letech 1554–1572, kdy vesnice bývala součástí zvíkovského panství. Areál zámku je chráněn jako kulturní památka. Dvůr se zámkem slouží jako rodinná zemědělská usedlost s možností ubytování.

## Historie
Vesnice Červený Újezdec bývala od čtrnáctého století do roku 1612 součástí manského systému hradu Zvíkova. Renesanční zámek v ní postavili páni ze Švamberka někdy v letech 1554–1572. Jiří Ehrenreich ze Švamberka roku 1612 zvíkovské panství prodal svému příbuznému Janu Jiřímu ze Švamberka. Ponechal si však Červený Újezdec s deseti vesnicemi a sám sídlil v Boru. Zemřel roku 1613 a jeho majetek zdědil jediný syn Jan Vilém II. ze Švamberka. Vzhledem k nízkému věku se nezúčastnil stavovského povstání v letech 1618–1620, takže neztratil žádný majetek. Jan Vilém zemřel v roce 1651 jako poslední mužský potomek borské větve rodu a o rok později si jeho tři dcery rozdělily dědictví, takže Újezdec převzala Maxmiliána Eleonora ze Švamberka. Statek si ponechala deset let a roku 1662 ho prodala Dětřichovi z Germersheimu na Bzí. Později zámek patřil Eggenbergům a Schwarzenbergům. Ve druhé polovině dvacátého století zámecký areál využívalo jednotné zemědělské družstvo.

## Stavební podoba

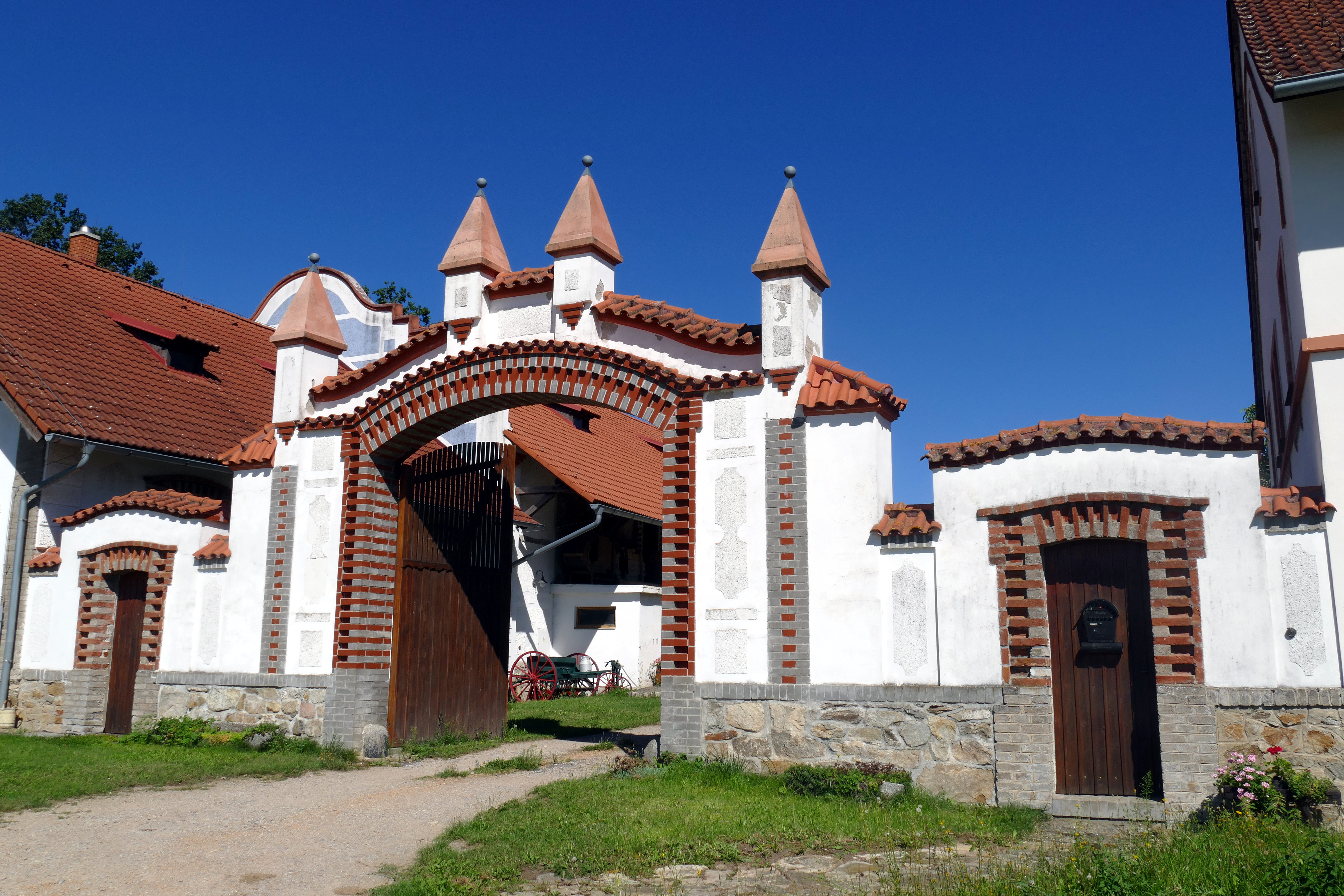
Vjezd do dvora

Jádrem zámku (čp. 1) je obdélná jednopatrová budova se dvěma bočními křídly. Na jižní straně v přízemí a prvním patře bývaly arkády, ale v patře i části přízemí byly zazděny. Západní a východní křídla jsou mladší než centrální budova a nejmladší částí je severní trakt (dům čp. 24). Zámek je součástí hospodářského dvora, který má půdorys lichoběžníku a vjezd na jižní straně. Budovy původně obklopovaly celý dvůr, ale polovina severní strany byla zbořena.
Renesančního původu by mohla být stodola v jihozápadním nároží dvora. Sýpka byla postavena později a ještě mladší jsou stáje a chlévy. Podle zákresu stabilního katastru většina areálu stála před rokem 1830. Po něm bylo postaveno pouze prodloužení severního křídla zámku. Teprve v roce 1918 vnikly budovy deputátnického domku (čp. 10) a nového kravína, které nejsou památkově chráněny.